# تيمبوت (نيفادا)
تيمبوت (بالإنجليزية: Tempiute)‏ هي مدينة أشباح (مَدينة مَهجورة) في مقاطعة لينكولن، نيفادا بالولايات المتحدة.

## تاريخ
اُكتشفت الفِضة في هذهِ المنطقة لأول مرة عام 1865، وتَم العثور على أماكن إضافية للفضَّة عام 1868، بالقرب من مستوطنة في المنطقة. تم إنشاء منطقة للتعدين فيها، ولكن التعدين كان صعبًا بسبب عدم كفاية إمدادات المياه. فكان لابد من نقل المياه بواسطة حيوانات (مثل البغال) من الينابيع على بعد 12 ميلاً. كان عدد سكان المستوطنة خمسون عاملاً في عام 1870. عندما تم إغلاق طاحونة في منطقة مجاورة في عام 1871، تم التخلي عن التعدين في تمبيوت نهائيًّا. تم تسمية مكتب البريد باسم Tem Piute مُنذ فبراير 1879 وحتى يناير 1881 ثُمَّ مرة أخرى من يونيو 1882 حتى يناير 1883.
تم اكتشاف خام التنغستن في مكان قريب من المنطقة في عام 1916، لكن التعدين لم يبدأ إلا من بعد عشرين عامًا أخرى. بدأت شركة تُسمى «Lincoln Mines Company» باجراء عمليات التعدين في المنطقة في عام 1940 فبعد بناء مصنع. كانت المناجم منتجة وعاملة حتى نهاية الحرب العالمية الثانية، لكنها تراجعت في سنواتها الخمس التالية. بعد ارتفاع سعر التنغستن في عام 1950، أُعيد إنشاء معسكر التعدين عندما قامت شركة أخرى تحمل اسم «Wah Chang Trading Company»، (وهي شركة استيراد وتجارة التنغستن في نيويورك)، بتأسيس منطقة تعدين بأكملها باسم Black Rock Mining Company. من 1950 إلى 1956، كان عدد سكان تمبيوت 700 شخصًا، وكانت تتضمن مدرسة واحدة. تم افتتاح مكتب البريد باسم تيمبوت (بالإنجليزية: Tempiute)‏ في فبراير 1953 وأغلق في أكتوبر 1957.  خلال سنواته الأكثر إنتاجية، كان المنجم أحد المنتجين الرئيسيين للتنغستن في البلاد. عندما انخفض سعر التنجستن في عام 1957، تَمَّ إغلاق المصنع وسرعان ما هُجرت المدينة. 